# 1996-1997シーズンのNBA
1996-1997シーズンのNBAは、NBAの51回目のシーズンである。

## 大豊作のドラフト
この年のドラフトは1984年のNBAドラフトと並んで最も豊作だったドラフトの一つに数えられている。来る21世紀最初の10年の主役となるスター候補生達が、続々と指名を受けたからである。この年のドラフト指名者のうち3選手が将来MVPを獲得し、10選手がオールスターに選出されている。
その優秀な候補生揃いの中で栄えある全体1位指名を受けたのは、公称183cmとNBA選手としては極めて小柄な体躯の持ち主だった。アレン・アイバーソンはドラフト史上最小の全体1位指名選手として、フィラデルフィア・76ersに入団した。また将来アイバーソンとトップスコアラーの座を争うコービー・ブライアントは、前年に20年ぶりの高卒選手となったケビン・ガーネットの流れに乗って、高校卒業後大学に進学せずにアリーエントリーし、シャーロット・ホーネッツから全体13位指名を受けた後、トレードでロサンゼルス・レイカーズに入団。当時全くの無名選手だったスティーブ・ナッシュは、全体15位指名でフェニックス・サンズに入団している。
その他、マーカス・キャンビー(2位)、シャリーフ・アブドゥル＝ラヒーム(3位)、ステフォン・マーブリー(4位)、レイ・アレン(5位)、アントワン・ウォーカー(6位)、ロレンゼン・ライト(7位)、ケリー・キトルズ(8位)、サマキ・ウォーカー(9位)、エリック・ダンピアー(10位)、ヴィタリー・ポタペンコ(12位)、ペジャ・ストヤコヴィッチ(14位)、トニー・デルク(16位)、ジャーメイン・オニール(17位)、ジョン・ウォーレス(18位)、ウォルター・マッカーティー(19位)、ジードルナス・イルガスカス(20位)、デレック・フィッシャー(24位)、ジェローム・ウィリアムズ(26位)、トラビス・ナイト(29位)、オセラ・ハリントン(30位)、ムーチー・ノリス(33位)、ジェフ・マキニス(37位)、ランディー・リビングストン(42位)、マリック・ローズ(44位)、ジェイミー・フェイク(48位)、マーク・ポープ(52位)、シャンドン・アンダーソン(54位)など多くの選手が2000年代の各チームでエース格、あるいは主力選手として活躍した。ドラフト外選手にはチャッキー・アトキンス、エイドリアン・グリフィン、ダービン・ハム、ラスティー・ラルー、エリック・ストリックランド、ベン・ウォーレスなどがいる。
A・アイバーソン、S・アブドゥル＝ラヒーム、S・マーブリー、R・アレン、A・ウォーカー、K・ブライアント、P・ストヤコビッチ、S・ナッシュ、J・オニール、Z・イルガウスカスの10人がオールスターに選出されている。
また、B・ウォーレスがドラフト外からオールスターに選出されている。
　詳細は1996年のNBAドラフトを参照

## シーズン

### オールスターゲーム
- 開催地：ガンド・アリーナ
オハイオ州クリーブランド
- オールスターゲーム　イースト 132－120 ウエスト  ※マイケル・ジョーダンはオールスター史上初のトリプル・ダブルを達成。
- MVP：グレン・ライス　（シャーロット・ホーネッツ）
- スラムダンクコンテスト優勝：コービー・ブライアント　（ロサンゼルス・レイカーズ） ※スラムダンクコンテストは内容のマンネリ化を理由にこのシーズンを最後に廃止。2000年には復活する。
- スリーポイント・シュートアウト：スティーブ・カー　（シカゴ・ブルズ）

NBAは1946年に誕生し、1996年に50周年を迎えたことを記念して、NBA50周年記念オールタイムチームを選出。オールスター期間中に「50人の偉大な選手」と「10人の偉大なヘッドコーチ」、「NBA史における10の偉大なチーム」を発表した。

### イースタン・カンファレンス
| Team                     | W  | L  | PCT. | GB |
| ------------------------ | -- | -- | ---- | -- |
| マイアミ・ヒート         | 61 | 21 | .744 | -  |
| ニューヨーク・ニックス   | 57 | 25 | .695 | 4  |
| オーランド・マジック     | 45 | 37 | .549 | 16 |
| ワシントン・ブレッツ     | 44 | 38 | .537 | 17 |
| ニュージャージー・ネッツ | 26 | 56 | .317 | 35 |
| フィラデルフィア・76ers  | 22 | 60 | .268 | 39 |
| ボストン・セルティックス | 15 | 67 | .183 | 46 |

| Team                           | W  | L  | PCT. | GB |
| ------------------------------ | -- | -- | ---- | -- |
| シカゴ・ブルズ                 | 69 | 13 | .841 | -  |
| アトランタ・ホークス           | 56 | 26 | .683 | 13 |
| シャーロット・ホーネッツ       | 54 | 28 | .659 | 15 |
| デトロイト・ピストンズ         | 54 | 28 | .659 | 15 |
| クリーブランド・キャバリアーズ | 42 | 40 | .512 | 27 |
| インディアナ・ペイサーズ       | 39 | 43 | .476 | 30 |
| ミルウォーキー・バックス       | 33 | 49 | .402 | 36 |
| トロント・ラプターズ           | 30 | 52 | .366 | 39 |

### ウエスタン・カンファレンス
| Team                         | W  | L  | PCT. | GB |
| ---------------------------- | -- | -- | ---- | -- |
| ユタ・ジャズ                 | 64 | 18 | .780 | -  |
| ヒューストン・ロケッツ       | 57 | 25 | .695 | 7  |
| ミネソタ・ティンバーウルブズ | 40 | 42 | .488 | 24 |
| ダラス・マーベリックス       | 24 | 58 | .293 | 40 |
| デンバー・ナゲッツ           | 21 | 61 | .256 | 43 |
| サンアントニオ・スパーズ     | 20 | 62 | .244 | 44 |
| バンクーバー・グリズリーズ   | 14 | 68 | .171 | 50 |

| Team                               | W  | L  | PCT. | GB |
| ---------------------------------- | -- | -- | ---- | -- |
| シアトル・スーパーソニックス       | 57 | 25 | .695 | -  |
| ロサンゼルス・レイカーズ           | 56 | 26 | .683 | 1  |
| ポートランド・トレイルブレイザーズ | 49 | 33 | .598 | 8  |
| フェニックス・サンズ               | 40 | 42 | .488 | 17 |
| ロサンゼルス・クリッパーズ         | 36 | 46 | .439 | 21 |
| サクラメント・キングス             | 34 | 48 | .415 | 23 |
| ゴールデンステート・ウォリアーズ   | 30 | 52 | .366 | 27 |

### スタッツリーダー
| 部門       | 選手                   | チーム                           | AVG  |
| ---------- | ---------------------- | -------------------------------- | ---- |
| 得点       | マイケル・ジョーダン   | シカゴ・ブルズ                   | 29.6 |
| リバウンド | デニス・ロッドマン     | シカゴ・ブルズ                   | 16.1 |
| アシスト   | マーク・ジャクソン     | インディアナ・ペイサーズ         | 11.4 |
| スティール | ムーキー・ブレイロック | アトランタ・ホークス             | 2.7  |
| ブロック   | ショーン・ブラッドリー | ニュージャージー・ネッツ         | 3.4  |
| FG%        | ゲオルゲ・ムレシャン   | ワシントン・ブレッツ             | 60.4 |
| FT%        | マーク・プライス       | ゴールデンステート・ウォリアーズ | 90.6 |
| 3FG%       | グレン・ライス         | シャーロット・ホーネッツ         | 47.0 |

### 各賞
- 最優秀選手: カール・マローン, ユタ・ジャズ
- ルーキー・オブ・ザ・イヤー：アレン・アイバーソン, フィラデルフィア・76ers
- 最優秀守備選手賞: ディケンベ・ムトンボ, アトランタ・ホークス
- シックスマン賞: ジョン・スタークス, ニューヨーク・ニックス
- MIP: アイザック・オースティン, マイアミ・ヒート
- 最優秀コーチ賞: パット・ライリー, マイアミ・ヒート
- All-NBA First Team:
  - F - カール・マローン, ユタ・ジャズ
  - F - グラント・ヒル, デトロイト・ピストンズ
  - C - アキーム・オラジュワン, ヒューストン・ロケッツ
  - G - マイケル・ジョーダン, シカゴ・ブルズ
  - G - ティム・ハーダウェイ, マイアミ・ヒート
- All-NBA Second Team:
  - F スコッティ・ピッペン, シカゴ・ブルズ
  - F グレン・ライス, シャーロット・ホーネッツ
  - C パトリック・ユーイング, ニューヨーク・ニックス
  - G ゲイリー・ペイトン, シアトル・スーパーソニックス
  - G ミッチ・リッチモンド, サクラメント・キングス
- All-NBA Third Team:
  - F アンソニー・メイソン, シャーロット・ホーネッツ
  - F ヴィン・ベイカー, ミルウォーキー・バックス
  - C シャキール・オニール, ロサンゼルス・レイカーズ
  - G ジョン・ストックトン, ユタ・ジャズ
  - G アンファニー・ハーダウェイ, オーランド・マジック
- NBA All-Defensive First Team:
  - F スコッティ・ピッペン, シカゴ・ブルズ
  - F カール・マローン, ユタ・ジャズ
  - C ディケンベ・ムトンボ, アトランタ・ホークス
  - G マイケル・ジョーダン, シカゴ・ブルズ
  - G ゲイリー・ペイトン, シアトル・スーパーソニックス
- NBA All-Defensive Second Team:
  - F アンソニー・メイソン, シャーロット・ホーネッツ
  - F P・J ブラウン, マイアミ・ヒート
  - C アキーム・オラジュワン, ヒューストン・ロケッツ
  - G ムーキー・ブレイロック, アトランタ・ホークス
  - G ジョン・ストックトン, ユタ・ジャズ
- All-NBA Rookie First Team:
  - シャリーフ・アブドゥル＝ラヒーム, バンクーバー・グリズリーズ
  - アレン・アイバーソン, フィラデルフィア・76ers
  - ステフォン・マーブリー, ミネソタ・ティンバーウルブズ
  - マーカス・キャンビー, トロント・ラプターズ
  - アントワン・ウォーカー, ボストン・セルティックス
- All-NBA Rookie Second Team:
  - ケリー・キトルズ, ニュージャージー・ネッツ
  - レイ・アレン, ミルウォーキー・バックス
  - トラヴィス・ナイト, ロサンゼルス・レイカーズ
  - コービー・ブライアント, ロサンゼルス・レイカーズ
  - マット・マロニー, ヒューストン・ロケッツ

### シーズン概要
- 前季空前のシーズン72勝を記録して王座に返り咲いたシカゴ・ブルズは、このシーズンも他を寄せ付けない強さを見せ、69勝13敗と歴代2位タイの勝率を記録した。
- ユタ・ジャズはフランチャイズ記録となる64勝を記録し、カンファレンストップの成績を収める。カール・マローンはMVPを獲得した。
- この2年の間にアロンゾ・モーニング、ティム・ハーダウェイ、ジャマール・マッシュバーンと大物選手を次々と獲得したマイアミ・ヒートはフランチャイズ記録となる61勝を記録し、初の地区優勝を果たした。パット・ライリーは3度目の最優秀コーチ賞に輝き、アイザック・オースティンはMIPに選ばれた。
- 前季5シーズンぶりに50勝を下回ったニューヨーク・ニックスはアラン・ヒューストンとラリー・ジョンソンを獲得し、57勝を記録して強豪チームに復帰した。ヒューストンを失ったデトロイト・ピストンズは、リンジー・ハンターがヒューストンの穴を埋める成長を見せ、"バッドボーイズ"時代以来の好成績となる54勝を記録。
- ヒューストン・ロケッツにチャールズ・バークレーが移籍。ロケッツにとっては1994年のクライド・ドレクスラーに続く電撃移籍となり、ここにアキーム・オラジュワン、ドレクスラー、バークレーのビッグスリーが誕生し、57勝の好成績を記録した。バークレーを失ったフェニックス・サンズは開幕13連敗を喫するも、シーズン中にマイケル・フィンリーとのトレードでジェイソン・キッドを獲得。以降成績が上向き、プレーオフにも出場した。そしてキッドを失ったダラス・マーベリックスはシーズン中にジャマール・マッシュバーンとジミー・ジャクソンも放出しており、これで"3J's"構想が完全に潰え、低迷期脱出に更なる時間を要することになる。
- オーランド・マジックはシャキール・オニールがオフにロサンゼルス・レイカーズに移籍。さらにアンファニー・ハーダウェイが23試合を欠場し、前季より15勝減の45勝に留まった。以降ハーダウェイは度重なる故障に悩まされるようになり、新世代の旗手として期待を寄せられたマジックの短い黄金期は終幕を迎える。一方オニールを獲得したレイカーズはオニールにエディー・ジョーンズ、ニック・ヴァン・エクセルなど優秀な若手が揃い、56勝を記録して頂点を虎視眈々と狙う存在となった。
- ドミニク・ウィルキンス、ケビン・ウィリス放出後、ムーキー・ブレイロック、スティーヴ・スミスらが主力選手となっていたアトランタ・ホークスは、前シーズン中にはクリスチャン・レイトナー、オフにはディケンベ・ムトンボを獲得し、ウィルキンス時代以来となる好成績となる56勝を記録。
- アロンゾ・モーニングとラリー・ジョンソンの放出の影響で前季はプレーオフ進出を逃したシャーロット・ホーネッツは、モーニングとの交換でやってきたグレン・ライスがエースとなり、またオフにはアンソニー・メイソンとブラデ・ディバッツを獲得し、54勝の好成績を記録。
- クリス・ウェバー、ジュワン・ハワード（ミシガン大学時代のチームメイトでファブ・ファイブの一員）率いるワシントン・ブレッツは、シーズン中のバーニー・ビッカースタッフのヘッドコーチ就任後にチーム成績が上向き、9シーズンぶりにプレーオフに復帰した。しかし翌シーズンからはまたプレーオフを逃すようになる。
- トム・ググリオッタ、ケビン・ガーネット、ステフォン・マーブリー擁するミネソタ・ティンバーウルブズは創部8年目にして初のプレーオフ進出を果たす。以後、ウルブズはプレーオフ常連チームに成長するが、ガーネットらは1回戦突破に苦労することになる。
- サンアントニオ・スパーズはエースセンターのデビッド・ロビンソンがシーズンをほぼ全休。シーズン中にはグレッグ・ポポヴィッチがヘッドコーチに就き、オフに獲得した37歳のドミニク・ウィルキンスがチームを牽引するも、ロビンソンの不在は如何ともしがたく、20勝62敗と大きく負け越し、8シーズンぶりにプレーオフ出場を逃した。もっともこの大不振が、スパーズに1997年のNBAドラフトで大きな幸運をもたらすことになる。そしてスパーズの失墜に乗じてプレーオフに進出したのがロサンゼルス・クリッパーズだった。低迷が続くクリッパーズはこのシーズンも勝率5割を割り込んだが、4シーズンぶりにプレーオフ進出を果たした。しかし翌シーズンからはまたもやドアマットの日々が続くようになる。
- クリーブランド・キャバリアーズは6シーズンぶりにプレーオフ出場を逃す。
- インディアナ・ペイサーズはオフにマーク・ジャクソンを放出し、さらにリック・スミッツが故障で30試合を欠場したため苦しいシーズンを送った。シーズン中にはジャクソンがトレードで戻ってくるが、8シーズンぶりにプレーオフ出場を逃した。
- 前季10シーズンぶりにプレーオフ出場を果たしたサクラメント・キングスは、躍進の原動力となったブライアン・グラントがシーズンの大半を欠場し、ドアマットな日々に逆戻りした。
- フィラデルフィア・76ers所属のアレン・アイバーソンは40得点以上を5試合連続で記録し、新人記録を更新。チーム成績は22勝と振るわなかったが、平均23.5得点を記録して新人王に輝いた。アイバーソンは低迷に喘ぐ76ersにとって、チャールズ・バークレー以来のスター選手だった。
- ボストン・セルティックスはフランチャイズ最低記録の15勝に終わる。

## プレーオフ・ファイナル
|  | ファースト ラウンド        | ファースト ラウンド  | ファースト ラウンド |   |                    | カンファレンス セミファイナル | カンファレンス セミファイナル | カンファレンス セミファイナル |  |   | カンファレンス ファイナル | カンファレンス ファイナル | カンファレンス ファイナル |  |    | NBAファイナル | NBAファイナル | NBAファイナル |
|  |                            |                      |                     |   |                    |                               |                               |                               |  |   |                           |                           |                           |  |    |               |               |               |
|  | 1                          | ブルズ               | 3                   |   |                    |                               |                               |                               |  |   |                           |                           |                           |  |    |               |               |               |
|  | 8                          | ブレッツ             | 0                   |   |                    |                               |                               |                               |  |   |                           |                           |                           |  |    |               |               |               |
|  | 8                          | ブレッツ             | 0                   |   | 1                  | ブルズ                        | 4                             |                               |  |   |                           |                           |                           |  |    |               |               |               |
|  |                            |                      |                     |   | 1                  | ブルズ                        | 4                             |                               |  |   |                           |                           |                           |  |    |               |               |               |
|  |                            | 4                    | ホークス            | 1 |                    |                               |                               |                               |  |   |                           |                           |                           |  |    |               |               |               |
|  | 4                          | 4                    | ホークス            | 1 | ホークス           | 3                             |                               |                               |  |   |                           |                           |                           |  |    |               |               |               |
|  | 4                          |                      |                     |   | ホークス           | 3                             |                               |                               |  |   |                           |                           |                           |  |    |               |               |               |
|  | 5                          | ピストンズ           | 2                   |   |                    |                               |                               |                               |  |   |                           |                           |                           |  |    |               |               |               |
|  | 5                          | ピストンズ           | 2                   |   |                    |                               |                               |                               |  | 1 | ブルズ                    | 4                         |                           |  |    |               |               |               |
|  | イースタン・カンファレンス |                      |                     |   |                    |                               |                               |                               |  | 1 | ブルズ                    | 4                         |                           |  |    |               |               |               |
|  |                            | 2                    | ヒート              | 1 |                    |                               |                               |                               |  |   |                           |                           |                           |  |    |               |               |               |
|  | 3                          | 2                    | ヒート              | 1 | ニックス           | 3                             |                               |                               |  |   |                           |                           |                           |  |    |               |               |               |
|  | 3                          |                      |                     |   | ニックス           | 3                             |                               |                               |  |   |                           |                           |                           |  |    |               |               |               |
|  | 6                          | ホーネッツ           | 0                   |   |                    |                               |                               |                               |  |   |                           |                           |                           |  |    |               |               |               |
|  | 6                          | ホーネッツ           | 0                   |   | 3                  | ニックス                      | 3                             |                               |  |   |                           |                           |                           |  |    |               |               |               |
|  |                            |                      |                     |   | 3                  | ニックス                      | 3                             |                               |  |   |                           |                           |                           |  |    |               |               |               |
|  |                            | 2                    | ヒート              | 4 |                    |                               |                               |                               |  |   |                           |                           |                           |  |    |               |               |               |
|  | 2                          | 2                    | ヒート              | 4 | ヒート             | 3                             |                               |                               |  |   |                           |                           |                           |  |    |               |               |               |
|  | 2                          |                      |                     |   | ヒート             | 3                             |                               |                               |  |   |                           |                           |                           |  |    |               |               |               |
|  | 7                          | マジック             | 2                   |   |                    |                               |                               |                               |  |   |                           |                           |                           |  |    |               |               |               |
|  | 7                          | マジック             | 2                   |   |                    |                               |                               |                               |  |   |                           |                           |                           |  | E1 | ブルズ        | 4             |               |
|  |                            |                      |                     |   |                    |                               |                               |                               |  |   |                           |                           |                           |  | E1 | ブルズ        | 4             |               |
|  |                            | W1                   | ジャズ              | 2 |                    |                               |                               |                               |  |   |                           |                           |                           |  |    |               |               |               |
|  | 1                          | W1                   | ジャズ              | 2 | ジャズ             | 3                             |                               |                               |  |   |                           |                           |                           |  |    |               |               |               |
|  | 1                          |                      |                     |   | ジャズ             | 3                             |                               |                               |  |   |                           |                           |                           |  |    |               |               |               |
|  | 8                          | クリッパーズ         | 0                   |   |                    |                               |                               |                               |  |   |                           |                           |                           |  |    |               |               |               |
|  | 8                          | クリッパーズ         | 0                   |   | 1                  | ジャズ                        | 4                             |                               |  |   |                           |                           |                           |  |    |               |               |               |
|  |                            |                      |                     |   | 1                  | ジャズ                        | 4                             |                               |  |   |                           |                           |                           |  |    |               |               |               |
|  |                            | 4                    | レイカーズ          | 1 |                    |                               |                               |                               |  |   |                           |                           |                           |  |    |               |               |               |
|  | 4                          | 4                    | レイカーズ          | 1 | レイカーズ         | 3                             |                               |                               |  |   |                           |                           |                           |  |    |               |               |               |
|  | 4                          |                      |                     |   | レイカーズ         | 3                             |                               |                               |  |   |                           |                           |                           |  |    |               |               |               |
|  | 5                          | トレイルブレイザーズ | 1                   |   |                    |                               |                               |                               |  |   |                           |                           |                           |  |    |               |               |               |
|  | 5                          | トレイルブレイザーズ | 1                   |   |                    |                               |                               |                               |  | 1 | ジャズ                    | 4                         |                           |  |    |               |               |               |
|  | ウェスタン・カンファレンス |                      |                     |   |                    |                               |                               |                               |  | 1 | ジャズ                    | 4                         |                           |  |    |               |               |               |
|  |                            | 2                    | ロケッツ            | 1 |                    |                               |                               |                               |  |   |                           |                           |                           |  |    |               |               |               |
|  | 3                          | 2                    | ロケッツ            | 1 | ロケッツ           | 3                             |                               |                               |  |   |                           |                           |                           |  |    |               |               |               |
|  | 3                          |                      |                     |   | ロケッツ           | 3                             |                               |                               |  |   |                           |                           |                           |  |    |               |               |               |
|  | 6                          | ウルブズ             | 0                   |   |                    |                               |                               |                               |  |   |                           |                           |                           |  |    |               |               |               |
|  | 6                          | ウルブズ             | 0                   |   | 3                  | ロケッツ                      | 4                             |                               |  |   |                           |                           |                           |  |    |               |               |               |
|  |                            |                      |                     |   | 3                  | ロケッツ                      | 4                             |                               |  |   |                           |                           |                           |  |    |               |               |               |
|  |                            | 2                    | スーパーソニックス  | 3 |                    |                               |                               |                               |  |   |                           |                           |                           |  |    |               |               |               |
|  | 2                          | 2                    | スーパーソニックス  | 3 | スーパーソニックス | 3                             |                               |                               |  |   |                           |                           |                           |  |    |               |               |               |
|  | 2                          |                      |                     |   | スーパーソニックス | 3                             |                               |                               |  |   |                           |                           |                           |  |    |               |               |               |
|  | 7                          | サンズ               | 2                   |   |                    |                               |                               |                               |  |   |                           |                           |                           |  |    |               |               |               |

- この年のプレーオフは、元ABAだったニュージャージー・ネッツ、インディアナ・ペイサーズ、サンアントニオ・スパーズ、デンバー・ナゲッツの4チームが揃ってプレーオフ出場を逃した最初のプレーオフとなった。逆に1988年と1989年に加盟したミネソタ・ティンバーウルブズ、マイアミ・ヒート、オーランド・マジック、シャーロット・ホーネッツの4チームが揃って出場した最初のプレーオフでもあった。

### ブルズvsジャズ 1stラウンド
シカゴ・ブルズのマイケル・ジョーダン、スコッティ・ピッペン、デニス・ロッドマンは史上最高のビッグスリーの一つであり、彼らは話題性においても群を抜いていた。
ジョーダンは言わずと知れた当時世界で最も有名なバスケット選手であり、コート上、プライベート問わず彼の行動は常に世間の注目の対象であり、一時苛烈を極めたバッシングも彼を襲った身内の不幸と2シーズンの空白期間、そして劇的な復活を経て沈静化を見せ、そして周囲はバスケットという範疇を超えた存在としてジョーダンを語り始めるようになっていた。"悪童"として知られるロッドマンはこのシーズンも試合中にカメラマンを蹴ったとして11試合の出場停止処分を受けた相変わらずの破天荒振りを見せ、オフコートではシーズン前に出版した自伝「Bad As I Wanna Be（ワルがままに）」がベストセラーとなった。プライベートではジョーダンやロッドマンほど派手ではないピッペンも、以前から燻っていた契約問題に対する不満を公に語るようになり、「ブルズに内紛の兆候あり」として結局は周囲の注目をブルズに集める結果となった。
そして彼らは何より強かった。前季はNBA史上最高勝率となる72勝を記録し、このシーズンも前半は42勝6敗とNBA新記録ペースで勝ち続け、終盤には故障者の続出で失速したため2年連続70勝には届かなかったものの、それでも最終的には史上2位タイとなる69勝を記録して他を寄せ付けなかった。シーズン終盤の故障者の続出でブルズのプレーオフが危ぶまれたが、ブルズは周囲の不安を他所に順調に勝ち進み、カンファレンス決勝に進出した。
ブルズにとってイースト最大のライバルチームはニューヨーク・ニックスであり、毎年プレーオフではブルズを苦しめていたが、この年のカンファレンス決勝でブルズを待っていたのは、そのニックスを破って初のカンファレンス決勝に進出したマイアミ・ヒートだった。ヒートのヘッドコーチはかつてニックスを率いたパット・ライリーであり、ライリーはヒートをニックス同様攻撃的で強力なディフェンスが持ち味のチームに育て上げたが、ブルズは4勝1敗でヒートを降し、連覇を目指してファイナルに進出した。1980年代はロサンゼルス・レイカーズで栄華を極めたライリーも、90年代に入ってからはジョーダン率いるブルズの前に何度も苦杯を舐めさせられたため、彼は後にヒートの背番号『23』をジョーダンの功績を讃えて永久欠番とするが、実はジョーダンの背番号を自分のチームでは見たくないからだと言われている。
ブルズの一党独裁体制が続くイーストに対し、ウエストは強豪チームが鎬を削る群雄割拠の時代が続いており、ウエストはジョーダン不在の2シーズンに連覇を果たしたヒューストン・ロケッツを除き、レイカーズ、ポートランド・トレイルブレイザーズ、フェニックス・サンズ、シアトル・スーパーソニックスと、強豪チームを次々とファイナルに送り出しているが、尽くブルズの前に散っている。そしてこの年、打倒ブルズを目指し、満を持してユタ・ジャズがファイナルの大舞台に乗り込んだ。
ユタ・ジャズのファイナルまでの道のりは殊の外険しく、1979年に誕生して1984年にプレーオフに初進出して以来、プレーオフ連続出場を続けており、1984年のNBAドラフトにはジョン・ストックトンを、翌年にはカール・マローンを獲得し、1989年のジェリー・スローンHCの招聘を経て、毎年のように50勝以上を記録するウエスト屈指の強豪チームに成長したが、ファイナルには届かない日々が続いた。マローンとストックトンと言えば、2人ともリーグ最高峰のパワーフォワードとポイントガードであり、そのコンビネーション、特にピック&ロールは芸術品に例えられ、2人はNBA史上最高のデュオとまで言われたが、彼らをもってしてもファイナル出場は困難な道のりだった。1994年にはジェフ・ホーナセックを獲得し、マローンとストックトンのコンビが結成されて10年目を迎えた1994-95シーズンには当時のフランチャイズ記録となる60勝を記録するが、プレーオフでは1回戦でまさかの敗退を喫している。翌1995-96シーズンも55勝の好成績を記録し、プレーオフではカンファレンス決勝に進出するも、彼らよりも約5歳年下のゲイリー・ペイトンとショーン・ケンプ率いるシアトル・スーパーソニックスの前に敗れており、それぞれ34歳と33歳を迎えたストックトンとマローンは、優勝の機会を逸したかに見えた。
しかし彼らは頑丈だった。このシーズンも2人は全82試合に出場し、ストックトンは10シーズン連続のアシスト王の座はインディアナ・ペイサーズのマーク・ジャクソンに明け渡してしまうものの、アシスト数とスティール数は相変わらず高水準を維持し、マローンもジョーダンに次ぐリーグ2位となる平均27.4得点を記録するなど、その実力は健在だった。そしてこのシーズンには4年目を迎えたブライオン・ラッセルが急成長を見せるという嬉しい誤算もあり、ペリメーターには、ストックトン、マローンに次ぐチームの2ndオプションであるホーナセック、ラッセル、インサイドにはマローン、マーク・イートン以後の先発センターを務める23歳のグレッグ・オスタータグ、シックスマンセンターのアントワン・カーが陣取る、充実したメンバーでフランチャイズ記録となる64勝を記録し、マローンは初のMVPに選ばれた。
プレーオフに入り、ジャズは1回戦とカンファレンス準決勝（マローンは第4戦でフリースロー18本全てを決め、当時のプレーオフ新記録を樹立）を問題なく勝ち抜き、カンファレンス決勝でヒューストン・ロケッツと対決。ロケッツにはアキーム・オラジュワンにクライド・ドレクスラー、そしてこのシーズンから加入したチャールズ・バークレーという、ストックトンらと同世代のスター選手が3人も揃っていた。バークレーの移籍は明らかにチャンピオンリングを求めたものであったが、チャンピオンリングが欲しいのはストックトンとマローンも同じだった。80年代にNBA入りした選手のオールスター戦の様相を呈したカンファレンス決勝は、チャンピオンリングへの執念が上回るジャズのペースで進み、3勝2敗で迎えた第6戦の試合終盤、ストックトンが決勝ブザービーターとなる3Pシュートを決めて、103-100でジャズが勝利した。この瞬間普段沈着冷静で知られるストックトンが我を忘れて跳ね回り、ジャズ初のファイナル進出が決定すると厳格なコーチとして知られるジェリー・スローンは両腕を揚げてコート上を走り回った。
ジョーダンとストックトンは同じ1984年に指名された選手であり、マローンはその翌年に指名され、約10年の歳月を経てファイナルの大舞台でいよいよ激突することになった。ジョーダンとピッペン、ストックトンとマローンは4人ともこのシーズンのオールスターで発表された50人の偉大な選手に選ばれており、当時リーグ最高峰のデュオ同士の対決としても注目を集め、またジャズのスローンHCにとっては現役時代の大半とコーチキャリアの初期を過ごした古巣との対決となった。90年代もすでに後半に突入しているが、ファイナルを闊歩するのは未だ80年代中盤にNBA入りした、いわゆるジョーダン世代と呼ばれる選手であり、そして2年連続でファイナルで対決することになるブルズとジャズの戦いは、そのジョーダン世代最後の一大決戦となる。

#### 第1戦
ジョーダン率いるブルズの最後にして最大のライバルとの対決は第1戦から激戦となったが、スコッティ・ピッペンがつま先に故障を抱えながらも活躍し、ブルズに先勝をもたらした。
接戦となった第1戦は、第4Qに79-78とジャズが僅か1点のリードを守っていたが、ピッペンがジャズのアントワン・カーのジャンプショットをブロックすると、自らロン・ハーパーのアシストから3Pシュートを決め、ブルズが逆転を果たす。しかしジャズも粘りを見せ、最後まで息の詰まる競り合った展開が続く中、82-82の同点で迎えた残り9秒、ファウルを貰ったカール・マローンが2本のフリースローを得た。ここで百戦錬磨のベテラン同士らしい心理戦が見られた。このプレッシャーの掛かる場面でピッペンが、"メイルマン"の愛称で知られるマローンにこう囁きかけた。
| 「 | Just remember, The mail man doesn't deliver on Sundays, Karl. | 」 |

"郵便配達人は日曜日には配達しない"。ユナイテッド・センターで行われたファイナル第1戦の日付は1997年6月1日、この日は日曜日だった。マローンはフリースローを決して苦手としてはいなかったが、この重要なフリースローを2本とも外した。そして試合は残り7.5秒、ブルズのスローインから再開された。ボールを受け取るのはもちろんマイケル・ジョーダン。スリーポイントラインからブライオン・ラッセルとの1on1を開始したジョーダンは、鋭いドライブから一瞬ラッセルのマークを外すと、ゴールまで20フィートの位置でジャンプショットを放った。試合終了のブザーが鳴ると共にボールは見事にバスケットを突き抜け、ブルズが84-82で重要な第1戦を劇的な勝利で飾った。
ジョーダンは31得点8アシスト、ピッペンは27得点9リバウンド4ブロック、マローンに対抗意識を剥き出しにしているデニス・ロッドマンは14リバウンドを記録した。ジャズはマローンが23得点15リバウンド、ジョン・ストックトンが16得点12アシスト7ターンオーバーだった。ジャズにとって試合終盤のマローンのフリースロー失敗は痛恨のミスとなり、またピッペンがマローンに囁きかけた言葉は、NBAの中でも特に有名なトラッシュ・トークとなった。
| チーム | 1  | 2  | 3  | 4  | スコア |
| ------ | -- | -- | -- | -- | ------ |
| ジャズ | 18 | 24 | 22 | 18 | 82     |
| ブルズ | 17 | 21 | 24 | 22 | 84     |

#### 第2戦
第1戦に引き続き第2戦も序盤から両チームは競り合ったが、第2Qに入るとマローン&ストックトンに並ぶ当時リーグ最高峰のデュオであるジョーダン&ピッペンがジャズに襲い掛かる。ジョーダンのパスからピッペンが派手なワンハンド・ダンクを決めるなど、ブルズが12連続得点を記録する猛攻を見せ、一気にジャズを引き離した。ジャズは前半31得点しかあげられず、危うくファイナルの前半最低記録を更新するところだった。試合は終始ブルズペースで進み、97-85でブルズが2連勝を飾った。
ブルズはジョーダンが38得点13リバウンド9アシストと大活躍し、またロッドマンが3Pシュートを決めるという珍しい場面も見られた。ジャズは第1戦で痛恨のフリースローミスを喫したマローンが不振に陥り、この日は20得点13リバウンドだったがFG6/20という内容だった。ほか、ジェフ・ホーナセックは19得点、ストックトンは14得点7アシストだった。
| チーム | 1  | 2  | 3  | 4  | スコア |
| ------ | -- | -- | -- | -- | ------ |
| ジャズ | 20 | 11 | 28 | 26 | 85     |
| ブルズ | 25 | 22 | 31 | 19 | 97     |

#### 第3戦
2連勝を飾って意気揚々とソルトレイクシティのデルタ・センターに乗り込んだブルズを待っていたのは、熱狂的として知られるジャズファンだった。彼らは会場を大声援と花火で埋め尽くし、ブルズのメンバーはその騒々しさに耳を塞いでしまうほどだった。
ホームでの試合でジャズは水を得た魚のようにブルズを蹴散らし、終始圧倒した。一時点差は20点以上まで開き、必死で巻き返しを試みるブルズはピッペンがファイナル・タイ記録となる7本の3Pシュートを決め、ジョーダンは起死回生を狙って豪快なアリウープ・ダンクを決めるも、ブルズの活躍は全て客席から地鳴りのように鳴り響くブーイングの嵐によって掻き消された。試合は104-93でジャズが勝利し、ファイナル初勝利を飾った。
ジャズは第1戦、第2戦とエースの役割を果たせなかったマローンが37得点12リバウンドの大活躍を見せ、ストックトンは17得点12アシストを記録。またマローンのバックアップであるグレッグ・フォスターが17得点をあげ、チームの勝利に貢献した。ブルズはピッペンが27得点、ジョーダンが26得点をあげ、伏兵ブライアン・ウィリアムズが16得点を記録したが、他のメンバーが振るわなかった。
| チーム | 1  | 2  | 3  | 4  | スコア |
| ------ | -- | -- | -- | -- | ------ |
| ブルズ | 22 | 23 | 15 | 33 | 93     |
| ジャズ | 31 | 30 | 16 | 27 | 104    |

#### 第4戦
第3戦の不振を受けて、ブルズのフィル・ジャクソンHCがまず最初に打った対策は、騒々しいジャズファンの声援を遮るための耳栓だった。
第4戦はベテラン同士らしい両チームによる、激しさと堅実さが発揮されたロースコアゲームとなった。序盤から競り合いとなったが僅かにジャズペースで進み、ジャズがリードを奪ってはその度にブルズが同点に追いつくという展開が続き、第4Qを56-56の同点で迎えた。第4Qに入って最初に勢いづいたのはブルズだった。ジョーダンの連続ダンクなどで71-66とジャズを突き放しに掛かり、ブルズがシリーズ3勝目を飾るかに見えたが、ここでジャズのジョン・ストックトンが立ちはだかる。まずはストックトンが3Pシュートで応酬。ブルズもジョーダンのジャンプショットで73-69とするが、さらなるリードを狙ったジョーダンのシュートをストックトンが見事にスティールし、そのままコートを走りぬけ、ジョーダンからファウルを引き出すなどして、計4本のフリースローを獲得、うち3本を決めた。73-72と点差は僅かに1点。再度の突き放しを試みるジョーダンだがジャンプショットをミス。リバウンドを確保したストックトンは、すでに走り出していた盟友マローンに超ロングパスを送り、"メイルマン"はしっかりとボールをブルズゴールに送り届けた。残り44秒、ついにジャズが74-72と逆転を果たした。窮地に陥ったブルズは、ファウルゲームを仕掛けた。標的とされたのは第1戦で重要なフリースローを外したマローンだったが、マローンはこの屈辱的な扱いにも冷静にフリースロー2本を決め、最後はブライオン・ラッセルの豪快なスラムダンクが決まり、ジャズが78-73で2連敗から2連勝を飾った。
ジャズはマローンが23得点10リバウンド、ストックトンが17得点12アシスト4スティールを記録。ブルズはジョーダンが22得点、ピッペンが16得点12リバウンドを記録した。お互い80得点を越えないロースコアゲームとなり、ブルズが記録した73得点はブルズのファイナル最低記録である。
| チーム | 1  | 2  | 3  | 4  | スコア |
| ------ | -- | -- | -- | -- | ------ |
| ブルズ | 16 | 24 | 16 | 17 | 73     |
| ジャズ | 21 | 14 | 21 | 22 | 78     |

#### 第5戦・The Flu Game
2連敗という緊急事態のなか、ブルズを更なる災難が襲った。絶対エースのマイケル・ジョーダンが、突如の体調不良に襲われたのである。
試合が開始するちょうど24時間前の6月10日、ジョーダンは不快感と異常な汗の中で目覚めた。ベッドから起き上がるのにも苦労したジョーダンは、医者に食中毒と診断される。トレーナーはジョーダンがプレイするのは無理だと判断したが、2勝2敗で迎えた第5戦はその結果がそのまま優勝の行方に直結する極めて重要な試合であり、ブルズにとってジョーダン抜きで戦うことなど考えられず、またジョーダンにとってもこの重要な試合をベンチから眺めるなどありえないことだった。試合当日の6月11日、ジョーダンはホテルでデルタ・センターに間に合うぎりぎりの午後3時にようやくベッドから起き上がり、第5戦に強行出場した。
しかしジョーダンの憔悴は傍から見ても明らかであり、第1Qのブルズはジャズの猛攻の成すがままとなった。棒立ちのジョーダンの側でマローンとストックトンがブルズに襲い掛かり、一時ジャズは16点のリードを奪った。しかし第2Qに入ると半病人のジョーダンが静かに反撃を開始する。その動きにいつものスピードや俊敏さは見られなかったが、彼の放つジャンプショットが次々と決まり、第2Qだけで17得点を記録。ブルズは第2Qだけで33得点をあげ、一時は逆転。すぐにリードを奪い返されるも、前半を53-49の4点ビハインドで終えた。第3Qに入るとジョーダンは再び棒立ちとなるが、その間をピッペンとルーク・ロングリーが懸命にブルズを支え、一進一退の攻防が繰り広げられた。そして72-67のジャズ5点リードで迎えた第4Q、再びジョーダンが目覚め、ジョーダンはこのクォーターだけで15得点を記録し、ブルズが連続10得点の猛攻を見せる。そして85-84のブルズ1点ビハインドで残り1分を切り、ジョーダンがフリースロー2本を獲得。1本目を決めて同点に追いつくが、2本目はミス。しかしジョーダンは自らオフェンスリバウンドを掴み取り、そして残り25秒には逆転となる3Pシュートを決めた。ジャズはすぐさまストックトンのアシストからグレッグ・オスタータグがダンクを決めて88-87とするも、ボールを持ったピッペンについたマローンはすでに5つのファウルを犯しており、マローンはファウルゲームに行くのに躊躇してしまった。結果、クーコッチのアシストからロングリーのダンクで再び90-87と突き放される羽目となり、スローンHCはたまらずタイムアウトを請求。その瞬間、ようやく緊張状態から解き放たれたジョーダンは、ピッペンの腕の中で崩れ落ち、ピッペンに抱えられながら辛うじてベンチに戻ることができた。試合はブルズが手堅くファウルゲームにいき、90-88でブルズが勝利、優勝に向けて王手を掛けた。
ジョーダンは44分間プレイし、38得点7リバウンド5アシスト3スティールを記録。ピッペンは17得点10リバウンド、ロングリーは12得点を記録した。ジャズはマローンが19得点7リバウンド、ストックトンが13得点5アシストだった。
このファイナル第5戦はジョーダンが体調不良の中でもなお最高のプレイをした試合として伝説化されている。当時ジョーダンの体調不良の原因はインフルエンザ（Flu）とも言われていたため、しばしば"Flu Game"と呼ばれている。2013年12月12日、この試合でジョーダンが履いていたシューズが競売で10万4765ドル（約1085万円）で落札された。このシューズは、当時のボールボーイが試合後にジョーダンからサイン入りで渡されたものであった。
| チーム | 1  | 2  | 3  | 4  | スコア |
| ------ | -- | -- | -- | -- | ------ |
| ブルズ | 16 | 33 | 18 | 23 | 90     |
| ジャズ | 29 | 24 | 19 | 16 | 88     |

#### 第6戦
後が無くなったジャズは序盤から仕掛け、前半を44-37の7点リードで折り返した。ブルズは前半FG成功率は30%台前半にまで落ち込み、シュートに苦しんだが、しかし後半に入ると、食中毒から立ち直ったジョーダンが浮き足立っていたチームを立ち直らせ、さらに第4Q序盤にジャド・ブジュラーが決めた3Pシュートがブルズに流れを引き寄せた。ブシュラーはこの日自身の3Pシュートに繋げたオフェンスリバウンド1本と、そしてスティーブ・カーの3Pシュートを引き出した1アシストの、出場時間8分、FG試打数1本、3得点1アシスト1リバウンドという成績だったが、彼のこのささやかな数字がブルズに勢いをもたらしたことは確かだった。ブルズは連続10得点を決め、9点ビハインドから一気に逆転を果たしたのである。しかしジャズも黙ってはおらず、残り28秒にはブライオン・ラッセルが3Pシュートを決め、86-86の同点となった。
この日の影の主役はジャズのシャンドン・アンダーソンだった。もっとも今回の場合は不名誉な主役であり、彼はこの試合簡単なレイアップを次々と外しており、この試合はアンダーソンの大失敗ショーとして記憶されることになった。そして同点で迎えた試合終盤。ストックトンからのパスを受けたアンダーソンはボード裏からレイアップを試みるも、またもや失敗、決勝点を決めたヒーローとなるチャンスを逃してしまった。もっともこの時、ピッペンが思い切りリムを掴んでゴールを揺らしていたため、スローンHCは反則ではないかと審判に猛抗議をしたが、彼の主張は通らなかった。
そしてタイムアウトを挟んで、ブルズボールで迎えた残り28秒。舞台は整った。ブルズファンで埋め尽くされたアリーナの誰もが予想するのはジョーダンによる劇的な幕切れであり、当然ジャズが最も警戒するのはジョーダンだった。時間をたっぷり使ってオフェンスを組み立てたブルズは、やはりジョーダンにボールを持たせた。ジョーダンをマークするラッセルに、さらにストックトンがすかさずダブルチームに加わった。それでもなおジョーダンは強引にシュートに向かい、2人の隙間を縫うように上体を傾けたが、彼が最後に選択したのはパスだった。パスを受け取ったのはスティーブ・カー。カーが放った17フィートのジャンプショットは、見事にバスケットに収まった。
1993年のファイナル第6戦で、ジョン・パクソンが決めた決勝3Pシュートと今回とで決定的に違ったのは、パクソンがホーレス・グラントからパスを受けたのに対し、カーがパスを受けたのはジョーダンからという点だった。これまで数々の劇的なラストショットを決め、本人もチームのラストショットを自ら放つことにこだわりを持っていたが、今回ジョーダンはカーにラストショットを託したのである。この以前のタイムアウトで、カーはジョーダンに「準備はできている」と語りかけ、ジョーダンもそれに対して頷いて応えていた。
残り5秒でスコアは88-86。次のジャズのオフェンスを阻止すればブルズの優勝が決まるが、ラッセルからアンダーソンへのインバウンドパスをピッペンがスティール。ピッペンはルーズボールに飛び込みながらトニー・クーコッチにパスを送り、そしてクーコッチがブルズ5回目の優勝を告げる祝砲となるダンクを決め、コート内には興奮したブルズの選手とスタッフ、それを追いかけるマスコミ陣で溢れた。実はクーコッチが決めたダンクはブザービーターではなく、試合はまだ1秒弱残っていたが、アリーナの天井からは紙吹雪が舞い落ち始め、ジャズの選手も足早にコートを去ってしまったため、正式な試合終了は有耶無耶のまま場内はブルズの優勝を祝うためのセレモニーの場へと移っていった。
ジョーダンは体調不良だろうと万全だろうと変わらずこの日も39得点11リバウンドを記録。ピッペンは23得点、ロッドマンは11リバウンドを記録したほか、ベンチ陣ではクーコッチとカーがそれぞれ9得点をあげた。ジャズはマローンが21得点7リバウンド、ホーナセックが18得点、ラッセルが17得点、ストックトンが13得点5アシストを記録した。
| チーム | 1  | 2  | 3  | 4  | スコア |
| ------ | -- | -- | -- | -- | ------ |
| ジャズ | 23 | 21 | 26 | 16 | 86     |
| ブルズ | 17 | 20 | 27 | 26 | 90     |

ファイナルMVPにはシリーズ平均32.3得点を記録したマイケル・ジョーダンが選ばれ、これで彼は5回目の受賞となった。ジョーダンとブルズには当然のように2度目の三連覇（スリーピート）に期待が掛かるが、しかしブルズのメンバーも、そして周囲も、ブルズがリーグの頂点に君臨し続けるのは、次のシーズンが最後ではないかと予感し始めていた。ジョーダンもすでに34歳でいつキャリア末期を迎えてもおかしくない年齢であり、そしてピッペンは契約問題に絡んだチームフロントの確執がいよいよ表面化し始めていた。90年代を支配し、世界中に空前のNBAブームを巻き起こしたブルズも、いよいよ"ラストダンス"と呼ばれる最後の輝きを放つ時を迎える。
悲願のファイナル進出を果たしながら、惜しくも優勝には届かなかったジャズは、ファイナル初経験となったマローンとストックトン共にファイナルではやや精彩を欠いた。ジョーダンが毎回のようにファイナルではグレードアップするのに対し、レギュラーシーズンは平均27.4得点の成績だったマローンはファイナル平均23.8得点、ストックトンもレギュラーシーズン10.5アシストだったのが、ファイナルは8.8アシストと数字を落とした。しかし2人とジャズはチャンピオンリング獲得の夢を諦めず、翌年も優勝を掛けて同じ舞台でブルズと激突することになる。

#### 結果
|                                                                       | 日付    | ロード | スコア | ホーム | スコア | 勝敗 (CHI-UTAH) | 会場                                   | Box Score | TV  |
| --------------------------------------------------------------------- | ------- | ------ | ------ | ------ | ------ | --------------- | -------------------------------------- | --------- | --- |
| 第1戦                                                                 | 6月1日  | ジャズ | 82     | ブルズ | 84     | 1-0             | ユナイテッド・センター, シカゴ         | 1         | NBC |
| 第2戦                                                                 | 6月4日  | ジャズ | 85     | ブルズ | 97     | 2-0             | ユナイテッド・センター, シカゴ         | 2         | NBC |
| 第3戦                                                                 | 6月6日  | ブルズ | 93     | ジャズ | 104    | 2-1             | デルタ・センター, ソルトレイクシティ   | 3         | NBC |
| 第4戦                                                                 | 6月8日  | ブルズ | 73     | ジャズ | 78     | 2-2             | デルタ・センター, ソルトレイクシティ   | 4         | NBC |
| 第5戦                                                                 | 6月11日 | ブルズ | 90     | ジャズ | 88     | 3-2             | デルタ・センター, ソルトレイク・シティ | 5         | NBC |
| 第6戦                                                                 | 6月13日 | ジャズ | 86     | ブルズ | 90     | 4-2             | ユナイテッド・センター, シカゴ         | 6         | NBC |
| シカゴ・ブルズ 4 - 2 ユタ・ジャズ ファイナルMVP：マイケル・ジョーダン |         |        |        |        |        |                 |                                        |           |     |

ユタ・ジャズ コーチ：ジェリー・スローン

32 カール・マローン |
14 ジェフ・ホーナセック |
12 ジョン・ストックトン |
3 ブライオン・ラッセル |
55 アントワン・カー |
00 グレッグ・オスタータグ |
40 シャンドン・アンダーソン |
10 ハワード・エイスリー |
34 クリス・モリス |
31 アダム・キーフ |
44 グレッグ・フォスター |
43 スティーブン・ハワード |

備考　2008年現在、この年のファイナルがイースタン・カンファレンスのチームがホームコートアドバンテージを得た最後のシーズンとなっている。2000年代のNBAはウエスタン・カンファレンスに強豪チームが集中する西高東低、いわゆるワイルド・ワイルド・ウエストと呼ばれるシーズンが続くが、この時期からすでにリーグの西高東低化は進行していた。

## ラストシーズン
- ロバート・パリッシュ（1976-1997）- 80年代を代表するセンターとしてボストン・セルティックスを支え、3度の優勝に貢献。1994年にセルティックスを離れ、このシーズンはシカゴ・ブルズでプレイして4度目の優勝を経験した。引退後はセルティックスでビッグマン専門のコーチをしている。
- ジョン・ロング　（1976-1997）　ジョー・デュマース獲得以前のデトロイト・ピストンズの先発シューティングガード。その後ピストンズを離れるが、2度復帰し、一度の優勝を経験している。
- バイロン・スコット（1983-1997）- "ショータイム"の一員としてロサンゼルス・レイカーズで3度の優勝に貢献。NBAを離れてからはギリシャリーグでプレイした。引退後はコーチ職に転向し、2008年に最優秀コーチ賞を受賞した。
- ウェイマン・ティスデイル（1985-97）- 得点力に優れたパワーフォワードとして活躍し、サクラメント・キングス時代はミッチ・リッチモンドと強力なデュオを形成した。引退後はスムーズジャズのベーシストとして活躍し、現在はミュージシャンとしての方が有名である。
- ケビン・ダックワース（1986-97）- 強豪ポートランド・トレイルブレイザーズの先発センターとして活躍。
- ケビン・ギャンブル（1986-97）- 一度NBAを離れて後、セルティックスに入団。ラリー・バードの故障など高齢化に悩んだ当時のセルティックスを若手として支えた。引退後は故郷で不動産会社を立ち上げ、またカレッジバスケのコーチも務めた。
- ケン・ノーマン（1987-97）- 低迷に喘ぐロサンゼルス・クリッパーズを支えた選手。
- ケニー・スミス（1987-97）- ヒューストン・ロケッツの連覇に貢献。引退後は解説者として活躍。
- レジー・ウィリアムズ（英語版）（1987-97）- クリッパーズ、デンバー・ナゲッツなどキャリアの大半をドアマットチームで過ごしたスモールフォワード。
- チャールズ・スミス（1988-97）- アメリカが金メダルを逃したソウル五輪の代表選手。低迷中のクリッパーズの再建の柱として期待された。
- シャルーナス・マルチルリョーニス（1988-97）- リトアニア出身。ソ連代表としてソウル五輪でアメリカ代表を破った。NBAではゴールデンステート・ウォリアーズ、シアトル・スーパーソニックス、サクラメント・キングス、デンバー・ナゲッツで7シーズンプレイした。
- ライオネル・シモンズ（1990-97）- 低迷中のキングスをミッチ・リッチモンド、マルチルリョーニスらと共に支えた。
- ディノ・ラジャ（1993-97）- セルティックスで4シーズンだけプレイしたクロアチア代表選手。